# 김용무
김용무(金用茂, 1891년 9월 13일 ~ ?)는 일제 강점기와 대한민국의 법조인, 정치인이다. 해방 직후 한민당 창당에 참여했다. 미군정기 때 재판장, 1,3대 대법원장에 임명되었다. 제2대 국회의원 선거에 당선되었으나 6.25 전쟁 중 인민군에 의해 납북되었다. 전라남도 무안 출생이다.

## 생애
보성전문학교를 졸업후 일본 중앙대학교 법과에 입학하여 일본 고등고시 사법과에 합격하였으나, 판·검사로의 진출을 거부하고 귀국하여 변호사로 활동을 하였다.

### 항일 변론
1923년부터 김병로·이인·허헌 등과 형사공동연구회를 만들어 독립운동가들을 위한 무료 변론을 하였으며, 의열단 김상옥사건, 신간회사건, 조선어학회사건 및 광주학생의거 사건 등의 변호인으로 활발한 활동을 하였다. 또한 모교인 보성전문학교에서 후학들을 위한 강의를 하는 한편 재단이사장을 역임하고, 1935년 보성전문학교 교장이 되었으나, 일본국왕의 교육칙어를 불경스럽게 읽었다는 이유로 총독부에 의해 1937년 사임하게 된다.
김용무는 국내 독립운동가인 김성수·송진우·김병로·이인·백관수 및 조병옥·장택상 등과 깊은 교류를 하였다.

### 광복 후
1945년 일제가 패망하고 한국민주당의 창당에 참여하여 문교부장에 선임되었고, 미군정이 시행되면서 대법원장으로 추대되어 신생 대한민국 사법권의 기틀을 마련하는데 기여하였다. 1948년에는 국회 반민특위 재판관으로 활동했다. 또 대한민국 정부가 수립되면서 헌법기초위원장의 중책을 맡아 대한민국 민주헌법을 제정하는 터전을 닦았다. 1950년 제2대 민의원에 당선되었으나, 6.25 전쟁 때 피난가지 못하고 제헌의원을 지낸 동생 김용현과 함께 북으로 납북되었다.

## 이력
- 1923년 김병로,이인,허헌과 형사공동연구회 발족
- 1935년 5월 보성전문학교 제11대 교장 취임
- 1937년 5월 26일 보성전문학교 교장 사퇴
- 1945년 미군정시 대법원장 취임
- 1948년 대한민국 헌법기초 위원장
- 1950년 제2대 민의원(무안군 갑) 당선

## 사망 시기에 관한 논란
《민족21》의 김지형 기자가 작성한 글에 따르면, 1951년 9월 12일에 사망하였다고 하나 1957년까지 생존해 있었다는 기록도 있고 1957년 5월 18일 사망하다는 기록도 있다.

## 역대 선거 결과
|  | 49.74% |

|  | 27.73% |

## 참고 문헌
- 김용무 - 대한민국헌정회

| 전임 (신설) | 제1대 미군정청 대법원장 1945년 9월 2일 ~ 1946년 4월 4일 | 후임 조용순 |

| 전임 조용순 | 제3대 미군정청/남조선과도정부의 대법원장 1946년 5월 19일 ~ 1948년 8월 5일 | 후임 김병로 |